# عبد الحسين زرين كوب
عبد الحسين زرين كوب (1341 - 1420 هـ / 1923 - 1999 م) هو أديب و مؤرخ ايراني، من أهل بروجرد.
ولد في بروجرد. حصل على شهادة الدكتوراه من قسم الاداب - جامعة طهران سنة 1955 م، حيث أشرف بديع الزمان فروزانفر على رسالته. درّس بعدها في جامعة طهران و في عدة جامعات عالمية كجامعة أكسفورد وسوربون وبرينستون و بعض الجامعات الهندية والباكستانية. توفي في طهران سنة 1420 هـ / 1999 م.

## آثاره
من آثاره:
- «الفرار من المدرسة: دراسة في حياة وفكر أبي حامد الغزالي» - بيروت: دار الروضة، 1412 هـ / 1992 م.